# Kristallen

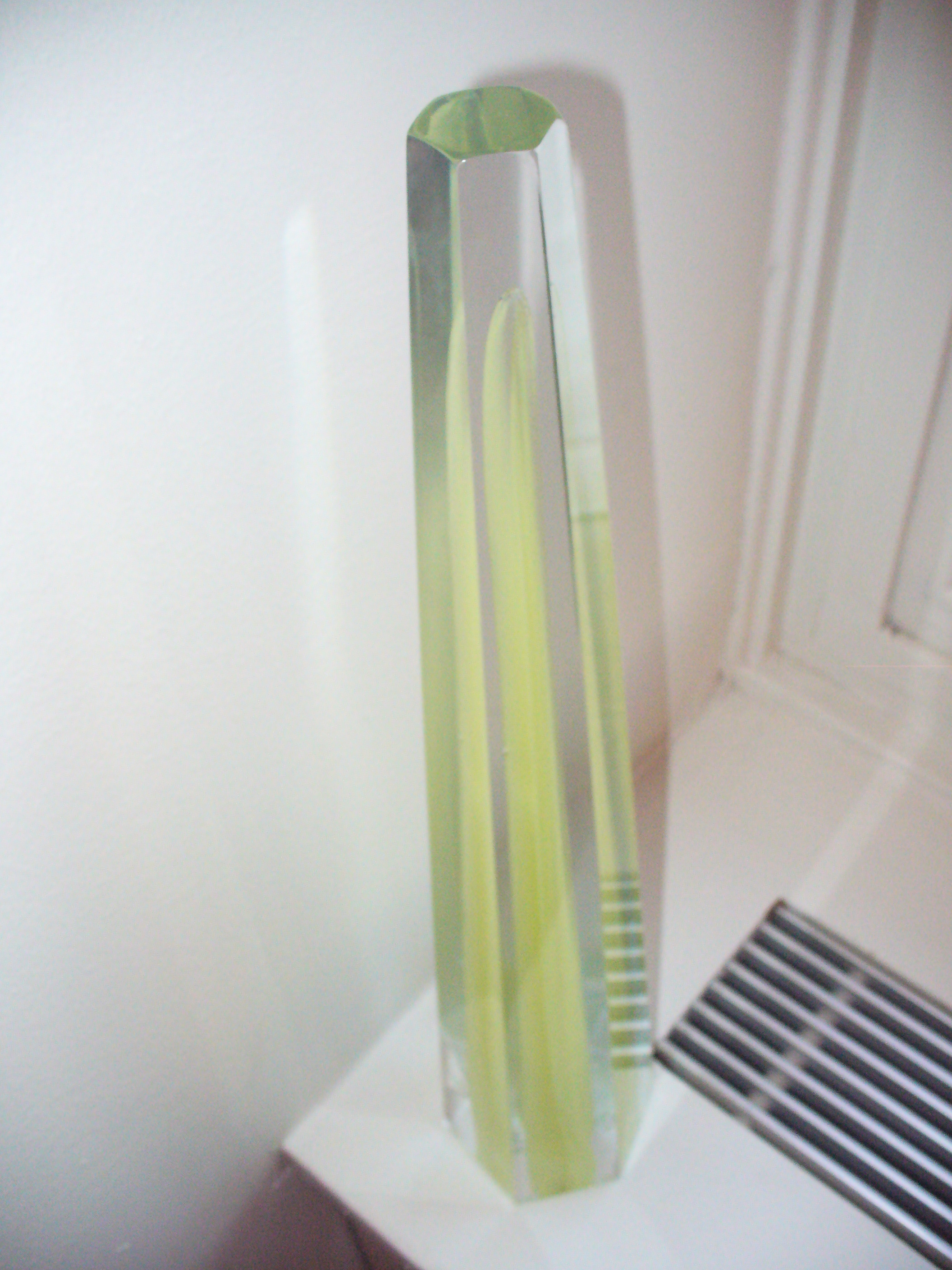
Kristallen-Preis.

Der Kristallen ist ein schwedischer Fernsehpreis. Er wird seit 2005 jährlich an Persönlichkeiten im schwedischen Fernsehen vergeben. Der Kristallen wird von der Stiftung Det svenska tevepriset verliehen.

## Kategorien
Neben den jurypriser, die durch eine Kommission der Fernsehbranche vergeben werden, werden Publikumspreise und Stiftungspreise vergeben. Bei den Stiftungspreisen gibt es im Vorfeld keine Nominierungen. Für die Publikumspreise nominieren die Sender SVT, TV3, TV4 und Kanal 5 je einen Kandidaten in jeder Kategorie.